# Schoenoplectiella raynaliana
Schoenoplectiella raynaliana är en halvgräsart som först beskrevs av U. Scholz, och fick sitt nu gällande namn av Kaare Arnstein Lye. Schoenoplectiella raynaliana ingår i släktet Schoenoplectiella och familjen halvgräs.
Artens utbredningsområde är Togo. Inga underarter finns listade i Catalogue of Life.